# Tyrrell 001
O 001 é o primeiro modelo utilizado da Tyrrell nas últimas três provas da temporada de 1970 da Fórmula 1 nos GPs: Canadá, Estados Unidos e México. Foi utilizado também na primeira prova da temporada de 1971, o GP da África do Sul e a última nos Estados Unidos. Condutores: Jackie Stewart e Peter Revson.

## Resultados[1]
(legenda) (em negrito indica pole postion)
|      |     |                      |   |    |                |     |     |     |     |     |     |     |     |     |     |     |     |     |          |    |  |  |
|      |     |                      |   |    |                | RSA | ESP | MON | BEL | NED | FRA | GBR | GER | AUT | ITA | CAN | USA | MEX |          |    |  |  |
| 1970 | 001 | Ford Cosworth DFV V8 | D | 3  | Jackie Stewart |     |     |     |     |     |     |     |     |     |     | Ret |     |     | 0        | NC |  |  |
| 1970 | 001 | Ford Cosworth DFV V8 | D | 1  | Jackie Stewart |     |     |     |     |     |     |     |     |     |     |     | Ret | Ret | 0        | NC |  |  |
|      |     |                      |   |    |                |     |     |     |     |     |     |     |     |     |     |     |     |     |          |    |  |  |
|      |     |                      |   |    |                | RSA | ESP | MON | NED | FRA | GBR | GER | AUT | ITA | CAN | USA |     |     |          |    |  |  |
| 1971 | 001 | Ford Cosworth DFV V8 | G | 9  | Jackie Stewart | 2   |     |     |     |     |     |     |     |     |     |     |     |     | 61 (73)* | 1° |  |  |
| 1971 | 001 | Ford Cosworth DFV V8 | G | 10 | Peter Revson   |     |     |     |     |     |     |     |     |     |     | Ret |     |     | 61 (73)* | 1° |  |  |

* Campeão da temporada.
↑1  Da primeira até a última prova utilizou o chassi 002 marcando 13 pontos e da segunda até a última prova utilizou o chassi 003 marcando 54 pontos (73 no total).